# Délire de réanimation
Le délire de réanimation consiste en la survenue d’hallucinations par le patient dans un service de réanimation. Une personne sur trois, chez les personnes âgées une sur deux, en service de réanimation est sujette au phénomène.
En réanimation un cycle normal de sommeil est souvent impossible à cause des réveils incessants pour les soins et la surveillance. Après quelques jours, des accès de sommeil se produisent à n’importe quel moment. Le sommeil paradoxal, le sommeil le plus riche en rêves, peut alors se déclencher avant que le sujet ne soit réellement endormi. Des images réelles et le rêve se confondent alors. « Le délire de réanimation s'apparente au rêve. La baisse d’activité du cortex préfrontal et des aires pariétales entraîne (...) une perte du jugement et des repères spatio-temporels. L’hyperactivité des structures profondes du cerveau, dans le tronc cérébral et le thalamus, serait liée à une hyperactivation des aires visuelles, qui cause les hallucinations. »
Le rétablissement de cycles de sommeil normaux dans le calme fait disparaître les symptômes. 

## Sources
- Patrick Verstichel « Le délire de réanimation » Cerveau & Psycho mai-juin 2007, no 15, p. 70-73